# 송영무
송영무(宋永武, 1949년 2월 24일 - )는 대한민국의 제45대 국방부 장관이다.
본관은 은진(충청남도 논산)이며, 송시열의 13대손이다. 2007년 해군참모총장 시절 고위공직자 재산공개에서 송시열의 서예 작품 16점을 공개했다.

## 생애
1949년 충청남도 논산시 양촌면 남산리에서 송충호(宋忠鎬)와 하동 정씨 정재안(鄭在顔)의 딸 사이에 차남으로 태어났다. 대전고등학교, 해군사관학교를 졸업했다.
김대중 정부 시절인 1999년 해군 2함대 제2전투전단장 재직시 남북한 함정이 서해 북방한계선(NLL) 해역에서 충돌한 제1연평해전을 승리로 이끈 주역이기도 하다. 노무현 정부에서 제26대 해군참모총장을 역임하였다. 더불어민주당 안보연구소 연구위원, 국방안보특별위원회 위원장을 지냈다.
문재인 정부 출범 후 2017년 6월 11일 국방부 장관으로 지명되었으나, 1991년 음주운전 경력, '계룡대 군납비리 사건' 수사 축소 등으로 인사청문회 시 난항 끝에 청문보고서 채택이 무산되었으나, 7월 13일 임명되었다. 해군 출신이 국방부 장관이 된 것은 역대 3번째이다. 문재인 정부 1기 내각중 지명부터 임명까지 가장 오랜 기간이 걸렸다. 국방부 장관으로서 본인들도 가고 싶고 부모들도 안심하고 보낼 수 있는 병영 문화 창조, 한미동맹 발전, 여군 인력 확대 및 근무 여건 개선, 방위산업 육성, 국가 재난 등 비군사적 위협에 대비한 포괄적 안보체제 구축 등을 국방개혁 과제로 제시했다.

## 학력
- 동산초등학교→대전삼성초등학교
- 한밭중학교
- 대전고등학교
- 해군사관학교 27기 학사
- 육군보병학교 수료
- 해군대학 졸업
- 국방대학교 행정학사 29기(1984년)
- 경남대학교 대학원 산업경영학과 석사

## 진급
- 1973년 해군 소위 임관
- 1997년 해군 준장 진급
- 2000년 해군 소장 진급
- 2005년 해군 중장 진급
- 2006년 해군 대장 진급

## 경력
- 1983년 5월~1985년 3월: 함대 작전참모실 계획담당
- 1985년 1월~1985년 11월: 해군대학 정규과정교육 수료
- 1985년 12월~1986년 2월: 해군대학 교수부 교관
- 1986년 2월~1987년 5월: 해군 제2함대사령부 덕봉함장
- 1987년 6월~1990년 7월: 해군 제5전단 작전참모실 요트지원정작참모, 작전참모
- 1990년 7월~1991년 7월: 해군작전사령부 작전참모처 계획과장
- 1991년 7월~1992년 8월: 해군본부 작전종합상황실장
- 1992년 8월~1993년 12월: 해군 제2함대사령부 청주함장
- 1993년 12월~1997년 12월: 합동참모본부 해상작전과장
- 1997년 12월~1999년 1월: 합동참모본부 시험평가부장
- 1999년 1월~2000년 11월: 해군 제2함대사령부 2전투전단장
- 2000년 11월~2002년 1월: 해군 제1함대사령관
- 2002년 1월~2003년 4월: 해군본부 조함단장
- 2003년 4월~2004년 4월: 해군본부 기획관리참모부장
- 2005년 4월~2005년 10월: 합동참모본부 인사군수참모본부장 (해군 중장)
- 2005년 10월~2006년 11월: 합동참모본부 전략기획본부장
- 2006년 11월~2008년 3월: 제26대 해군참모총장[14] (해군 대장)
- 2008년 4월~2010년 3월: 국방과학연구소 정책위원
- 2009년 1월~2011년 9월: 법무법인 율촌 상임고문
- 2012년 5월~2016년 6월: 국가인권위원회 인권정책자문위원
- 2013년 5월~2017년 6월: 건양대학교 군사학과 석좌교수
- 2013년 7월~2015년 12월: LIG 넥스원 자문
- 2015년 3월~2017년 7월: 원텍 주식회사 감사
- 2015년 11월~2017년 7월: 더불어민주당 안보연구소 연구위원
- 2016년 10월~2017년 7월: 더불어민주당 국방안보특별위원회 위원장
- 2017년 7월 13일~2018년 9월 21일: 제45대 국방부 장관
- 2018년 11월~: 더불어민주당 외교안보통일자문회의 안보자문위원
- 2019년 8월~: 더불어민주당 일본경제침략특별위원회 위원
- 2021년 7월~2022년 12월: 제19,20대 한국자유총연맹 총재

## 가족 관계
고조부는 구한말 을사늑약 이후 자결한 애국지사 송병선이다.
배우자 구자정과의 사이에 현재 1녀가 있다. 1995년 암으로 투병하던 차녀가 세상을 떠났다.

## 논란

### 음주운전
2017년 6월 28일 인사청문회에서 중령으로 진해 해군작전사령부에 근무하던 시절인 1991년 3월 25일 새벽, 음주운전 단속에 적발된 사실이 드러났으나 처벌을 받지 않아 논란이 있었다. 음주 적발 후 헌병대 및 법무실의 조사 없이 바로 사건 종결 처리됐으며, 이로 인해 그해 7월 무난히 대령으로 승진했다. 음주운전 사실을 무마하기 위해 경찰에 금품을 제공하였다는 의혹도 있다. 송영무 장관은 인사청문회 당시 입장문을 통해 "후보자로서 다시 한 번 송구스럽게 생각한다"고 음주운전 사실을 인정하였다.

### 동료 음주운전 무마의혹
1991년 7월 송영무 장관이 해군본부 종합실장이던 시절, 회식하고 늦은 시간에 노량진 경찰서에서 대령 두 명과 동기생과 함께 음주 운전에 적발되었다는 의혹이 있다. 송영무 장관은 인사청문회 당시 소명서에서 “내가 운전한게 아니라 동기인 박 모 대령이 운전했고 동석했다”며 음주 운전 차량에 동석했음을 인정하였다.

### 위장전입
문재인 대통령이 '5대 공직 배제 기준'으로 정한 사유 중 하나인 위장전입 사실이 있다. 1989년 해군 제5전단 작전참모로 재직할 당시 경남 진해의 군인관사에 살면서 아파트를 분양받기 위해 대전의 아버지 집으로 위장전입한 사실을 장관 지명 당시 밝혔다. 하지만, 그외 1991년 11월에도 서울시 영등포구 신길동 충무아파트에 거주하던 송 장관이 신규 분양 받은 대전 한신아파트의 담보 대출 조건 때문에 본인의 주민등록을 이전한 사실과 1994년 10월과 1997년 8월에도 실제로는 충무아파트에 실제 거주하면서 주소지만 각각 형의 자택과 고조부의 기념사당(문충사)으로 옮기는 등 총 네 차례 위장전입이 추가로 드러나, 위장전입 사실을 축소하였다는 비판을 받았다.

### 계룡대 군납비리 축소의혹
계룡대 군납비리를 밝힌 김영수 전 해군소령으로부터 "국방 개혁 적임자라 일컬어지는 송영무 씨 주변 인물들이 사실 개혁과 거리가 먼 비리 카르텔의 당사자들"이라는 비판을 받았다. 2007년 8월 송영무 당시 해군총장이 계룡대 군납비리에 대한 수사를 축소시키려고 한 것 아니냐는 의혹이 있으며, 이 사건은 2년 뒤인 2009년 국방부 특별조사단의 재조사를 받고 부실수사로 판명되었다. 계룡대 군납비리 내부고발자인 김영수 전 소령이 전직하기 전의 면담에 대해 송영무 장관이 미화 왜곡해 퍼뜨린 것을 김 전 소령이 사실을 밝혔고, 장관 임명 전에도 불리한 내용이 나오지 않도록 미리 입단속하고자 "언론에 좋은 말 해달라"며 전화했다가 녹취록이 공개돼 곤욕을 치르기도 했다.

### '미니스커트' 발언
2017년 11월 27일 북한군 병사가 탈북한 판문점 공동경비구역(JSA)을 방문해 사건 현장을 둘러본 뒤 경비대대 식당에서 병사들과 만난 자리에서 “원래 식사 자리에서 얘기하면 재미가 없는 건데 식사 전 얘기와 미니스커트는 짧으면 짧을수록 좋다고 한다”고 말했다.

### '여성 행동거지 조심해야' 발언
2018년 7월 9일 용산 육군회관에서 열린 성고충전문상담관 간담회에서 "여성들이 행동거지라든가 말하는 것 조심해야 한다"라고 말했다. 이 발언에 대해 남성 중심적인 사고를 드러냈다는 비판이 제기되었다. 이에 "오늘 간담회에서 이야기한 것이 본의 아니게 오해가 된 것이 있다"며 "부적절한 발언에 대해 국무위원인 장관으로서 유감을 표한다"고 사과하였다.

### '의전 문제로 짜증' 발언
5명의 장병이 사망한 해병대 상륙기동헬기 '마린온' 추락사고와 관련하여, 김도읍 자유한국당 의원이 "마린온 유족들이 상당히 분노해 있는 것을 알고 있나"라고 묻자 "유족들께서 의전 문제에 있어 흡족하지 못해 짜증이 나신 게 아닌가 생각한다"라고 답변했다.

### 국군기무사령부 계엄령 준비 사건 관련
민병삼 100기무부대장 대령은 국회 국방위 전체회의에서 "송영무 장관이 7월 9일 간담회에서 '위수령은 잘못된 것이 아니다'고 말했다"고 폭로해 파문을 일으켰다. 이에 대해 송 장관은 "완벽한 거짓말이다"라고 부인했고, 두 사람 중 누구의 말이 맞는지 사실관계를 둘러싼 공방이 있었다. 그런데 국군기무사령부 보고서에 의하면, "위수령은 잘못된 것이 아니다. 법조계에 문의해보니 최악의 사태를 대비한 계획은 문제될 것이 없다고 한다. 장관도 마찬가지 생각이다. 다만 직권남용에 해당되는지 검토하기 바란다"라는 송 장관의 발언이 적혀 있었다. 이는 "완벽히 거짓말"이라는 송 장관의 발언과 배치된다. 국방장관의 발언을 현역 대령이 반박하는 것이 상당히 이례적이며, 사실관계 여부를 떠나 송 장관의 리더십에 타격을 입었다는 평가가 있다. '하극상' 논란 이후 청와대의 송 장관 경질이 유력하다는 보도가 있었으나, 청와대는 알 수 없다고 답했다.

## 서훈
- 1980년: 대통령표창
- 1988년: 국무총리표창
- 1999년: 충무무공훈장
- 2004년: 보국훈장 천수장
- 2008년: 보국훈장 통일장[32]